# Пенсози, Освальдо
Освальдо Пенсози (итал. Osvaldo Pensosi, 4 января 1924, Рим — 3 января 2012, Рим) — итальянский международный судья по хоккею на траве. Участник летних Олимпийских игр 1972 и 1976 годов.

## Биография
Освальдо Пенсози родился 4 января 1924 года в Риме.
Начал судить матчи по хоккею на траве 12 июня 1957 года. В 1960-1970-х годах работал на крупнейших международных турнирах.
В 1972 году отсудил семь матчей хоккейного турнира летних Олимпийских игр в Мюнхене: поединки группового этапа ФРГ — Бельгия (5:1), Пакистан — Испания (1:1), ФРГ — Испания (2:1), ФРГ — Франция (4:0) и Индия — Польша (2:2), полуфинал ФРГ — Нидерланды (3:0) и матч за 3-4-е места Индия — Нидерланды (2:1).
В 1976 году отсудил пять матчей хоккейного турнира летних Олимпийских игр в Монреале: поединки группового этапа Индия — Аргентина (4:0), Нидерланды — Малайзия (2:0), Нидерланды — Австралия (2:1), Новая Зеландия — Испания (1:0 доп. вр.) и матч турнира за 5-8-е места Испания — Малайзия (2:1).
Кроме того, судил матчи чемпионатов мира по хоккею на траве 1971 года в Барселоне и 1973 года в Амстелвене, нескольких чемпионатов Европы, Панамериканских игр.
Всего в течение карьеры отсудил около 1400 матчей, в том числе 71 международный.
Умер 3 января 2012 года в Риме.